# Amtsgericht Remscheid

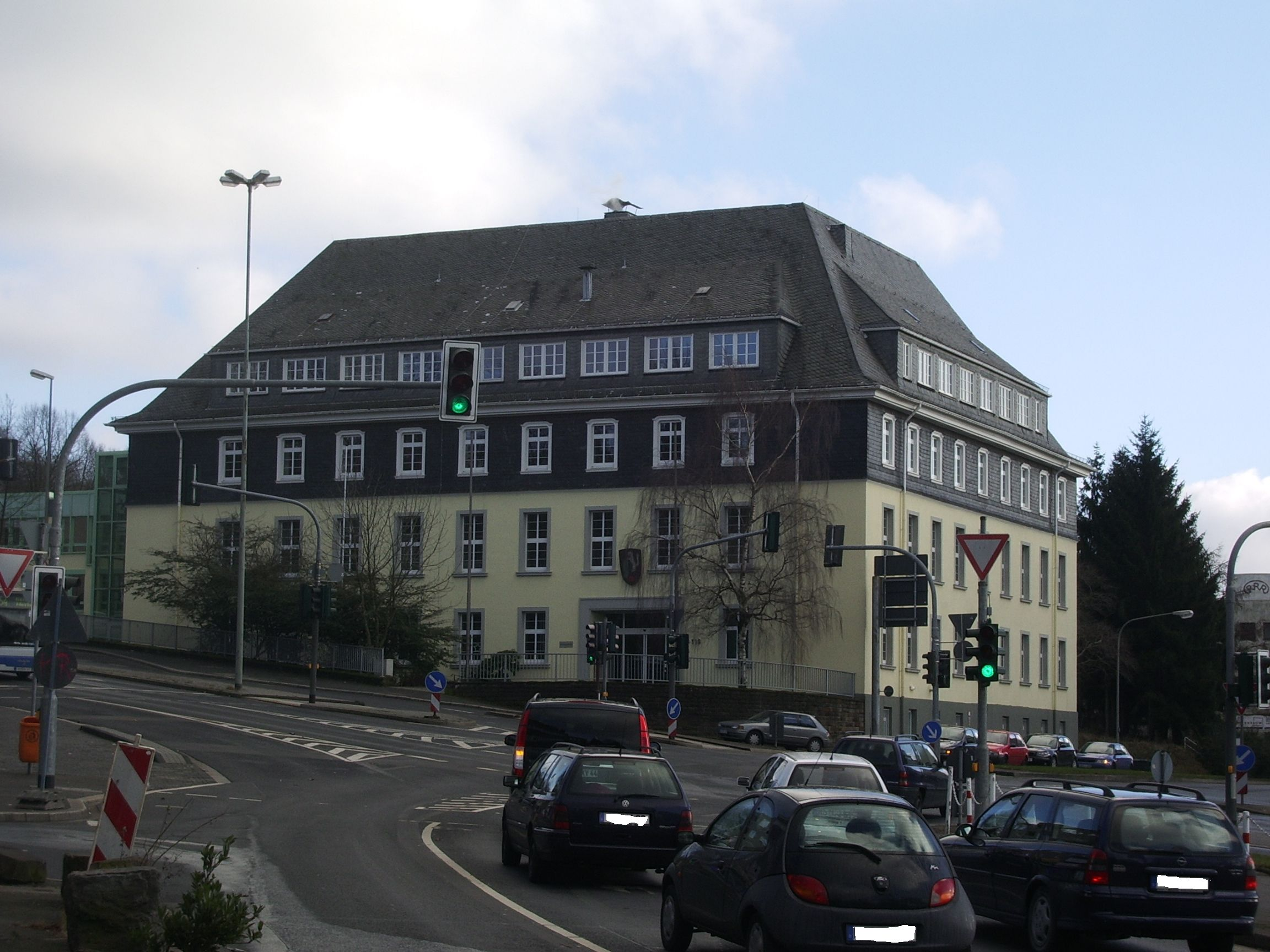
Amtsgericht Remscheid: Hauptgebäude und Anbau (links).

Das Amtsgericht Remscheid ist ein Gericht der ordentlichen Gerichtsbarkeit und eines von fünf Amtsgerichten im Bezirk des Landgerichts Wuppertal, neben Mettmann, Solingen, Velbert und Wuppertal.

## Gerichtsbezirk
Das Amtsgericht Remscheid ist örtlich zuständig für die kreisfreie Stadt Remscheid. Im Bezirk des Gerichts leben somit ca. 120.000 Menschen.

## Zuständigkeit
Das Gericht nimmt die den Amtsgerichten nach dem Gerichtsverfassungsgesetz zugewiesenen Aufgaben wahr. Derzeit findet ein Pilotprojekt zum beschleunigten Jugendstrafverfahren am Amtsgericht Remscheid statt. In diesem Rahmen bezog im September 2007 ein Jugendstaatsanwalt der Staatsanwaltschaft Wuppertal ein Büro im Amtsgerichtsgebäude.

## Gerichtsgebäude
Untergebracht ist das Gericht in einem Gebäude an der Alleestrasse 119 (Ecke Freiheitstraße) in 42853 Remscheid; ein Erweiterungsbau wurde 2006 eingeweiht. Die Abteilungen des Amtsgerichts als Familiengericht befanden sich bis 2006 im Gebäude des ehemaligen Amtsgerichts Lennep (Bahnhofstr. 12), das in den 1980er Jahren seine Eigenständigkeit verloren hatte. Dieses Nebengebäude war zuletzt das älteste noch genutzte Amtsgerichtsgebäude in Deutschland.

## Geschichte
Spätestens seit 1464 bestand in Remscheid ein Hofgericht mit Zuständigkeit teilweise bis in den Cronenberger und Lenneper Raum. Darüber hinaus bestand auch spätestens seit diesem Zeitpunkt ein Landgericht, zuständig für Gewalt- und Kriminaldelikte und Auseinandersetzungen um Landbesitz. Zur Berufung konnten sich die Parteien an die Landeskammer in Burg an der Wupper wenden. Die Gerichte verwendeten unterschiedliche Siegel, im Siegel für das Hofgericht war neben dem bergischen Löwen ein Wasserrad abgebildet (das Gericht war auch für Wasserstreitigkeiten an Eschbach und Morsbach zuständig), im Siegel des Landgerichts war neben dem Löwen eine Sense abgebildet.

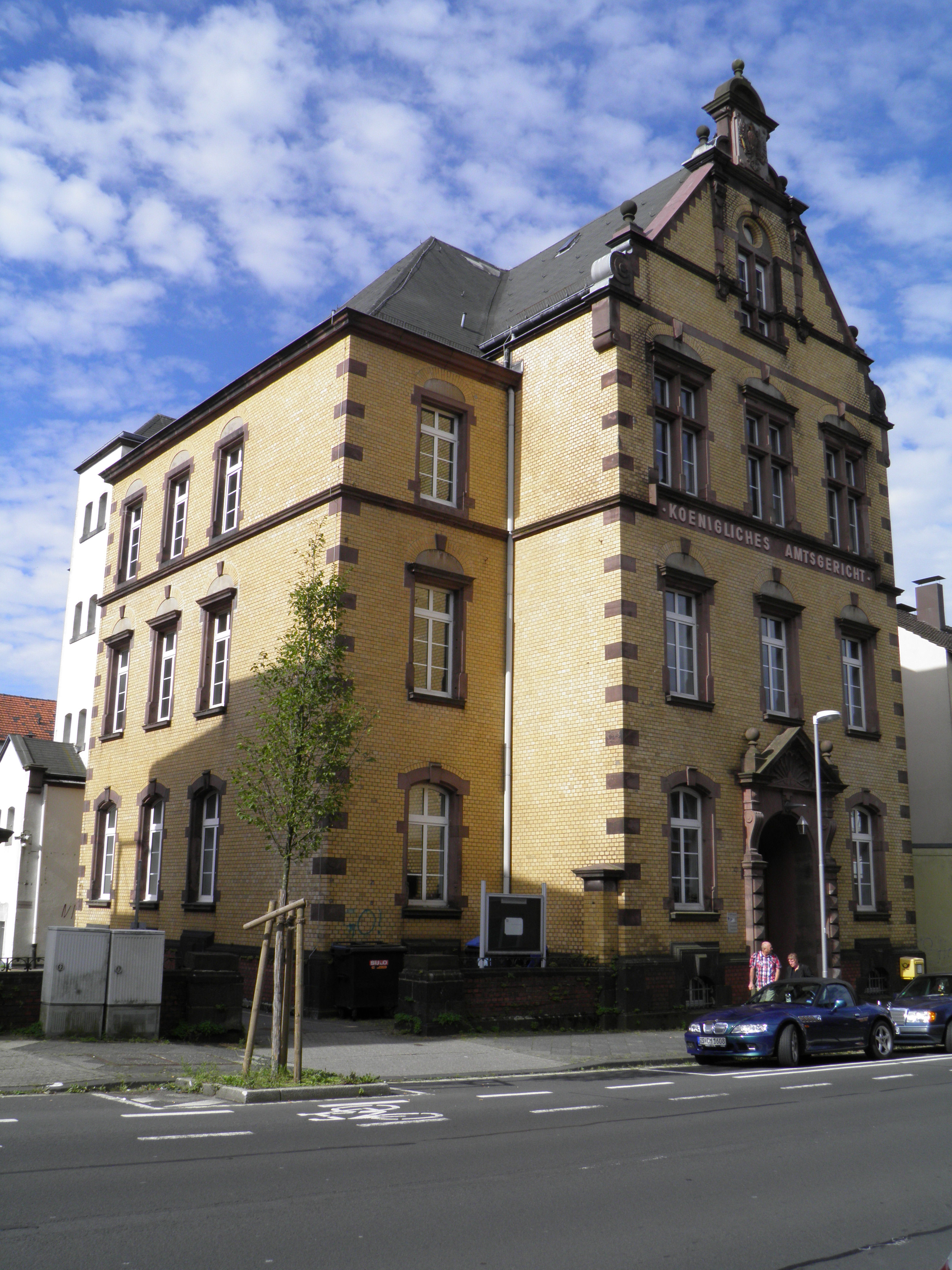
Ehemaliges Königliches Amtsgericht in der Schützenstraße

Remscheid gehörte seit 1821 zum Bezirk des Friedensgerichts Ronsdorf, für umfangreichere Strafsachen und Berufungsverhandlungen war zunächst das Gericht in Düsseldorf, seit 1834 das Landgericht Elberfeld zuständig. Seit 1839 bemühte sich die Gemeinde um ein eigenes Friedensgericht, das jedoch aus Kostengründen vom Justizministerium und vom preußischen König abgelehnt wurde. Nachdem der Fabrikant Josua Hasenclever das Anliegen der Gemeinde 1842 bei einem Empfang beim preußischen König vortragen konnte, wurde im Januar 1843 ein Friedensgericht für Remscheid eingerichtet. Tagungsort war das alte Rathaus an der Elberfelder Straße, etwa auf Höhe des heutigen Ernst-Moritz-Arndt-Gymnasiums, dort wurde im Keller auch ein kleines Gefängnis eingerichtet. Aus Raummangel zog das Gericht 1876 in das Erdgeschoss der ehemaligen Gewerbeschule an der Alleestraße, Ecke Scharffstraße. 1879 wurde mit dem Inkrafttreten des Gerichtsverfassungsgesetzes das Friedensgericht in ein Amtsgericht umgewandelt. Ein Bevölkerungszuwachs um 50 % und die Zunahme an Gerichtsverfahren, die sich bei Streitigkeiten bei den umfangreichen Baumaßnahmen zur Eschbachtalsperre und zur Müngstener Brücke ergaben, erforderte 1893 den Umzug in ein neu errichtetes Gerichtsgebäude an der Schützenstraße. Auch dieses Gebäude erwies sich bereits nach knapp 20 Jahren als zu klein, und es kamen weitere Klagen über bauliche Unzulänglichkeiten auf. 1912 plante man einen Neubau auf dem nach dem Umzug des Krankenhauses an die Burger Straße frei gewordenen Gelände an der Kreuzung der Freiheitstraße mit der Alleestraße, der aber erst nach dem Ersten Weltkrieg vollendet werden konnte und 1924 bezogen wurde. Von 1940 bis 2006 befand sich beim Amtsgericht auch eine Jugendarrestanstalt, die infolge des Umbaus im Jahr 2006 zur seit 1906 in Lüttringhausen bestehenden Haftanstalt verlegt wurde. Das ehemalige Gerichtsgebäude an der Schützenstraße trägt heute noch die Aufschrift Königliches Amtsgericht und wird von der Stadt genutzt.

## Instanzenzug
Dem Amtsgericht Remscheid sind das Landgericht Wuppertal, das Oberlandesgericht Düsseldorf und der Bundesgerichtshof übergeordnet.